# Juan Durán Alonso
Juan Durán Alonso (Vigo, Pontevedra, Galicia, 19 de septiembre de 1960) es un compositor, pianista y profesor español.

## Biografía
Nació en Vigo el 19 de septiembre de 1960. Estudió en los Conservatorios superiores de La Coruña y Vigo. Fue alumno de Mercedes Goicoa y Rogelio Groba.
Fue profesor numerario del Conservatorio Superior de Música de La Coruña (1987-1997), en el que desarrolló los cargos de jefe de estudios y director. En 1987 fundó, junto a otros seis compositores, la Asociación Galega de Compositores. 
De 1997 a 2005 fue asesor técnico de Enseñanzas Artísticas de la Consejería de Educación, Cultura y Ordenación Universitaria de la Junta de Galicia. En 2006 ejerció el cargo de Jefe del Servicio de Enseñanzas de Régimen Especial. Desde 2007 pertenece al Cuerpo de Inspectores de Educación de la Consejería de Educación, Cultura y Ordenación Universitaria en la especialidad de enseñanzas artísticas. Como funcionario desempeñó en la Junta de Galicia el cargo de Subdirector General de Enseñanzas Especiales y Formación Permanente, cargo público de la administración que suscitó críticas y polémicas por guardar una estrecha relación con el desarrollo y evolución de su trayectoria musical como compositor. Bajo su coordinación, como Subdirector General, promovió la edición de "Recursos Musicais para os Conservatorios", en 2014, con 133 piezas musicales para uso de alumnado y profesorado de los conservatorios gallegos, compuestas por miembros de la Asociación Galega de Compositores
De 2010 a 2018 fue miembro de la sección de Música y Artes Escénicas del Consejo de la Cultura Gallega.
Desarrolló actividades como instrumentista de piano, en el campo del acompañamiento y la música de cámara. Es autor de casi un centenar de obras. Ha compuesto obras orquestales, de cámara, vocales y escénicas y numerosos arreglos de música gallega. Es socio fundador de la Asociación Gallega de Compositores. 
En febrero de 2018, Juan Durán fue declarado ganador del XXXV Premio Reina Sofía de Composición Musical, convocado por la Fundación de Música Ferrer-Salat y dotado con 35.000 euros, por su obra «Whispers in the Dark».
En 2019 ingresa como Académico numerario en la Real Academia Galega de Belas Artes  con un discurso titulado La canción, esencia pura del arte musical. Al acto asistió el entonces presidente de la Junta de Galicia, Alberto Núñez Feijóo.
Cultiva preferentemente el género liederístico y la música de cámara aunque en la última década ha compuesto diversas obras orquestales. Su producción camerística está orientada a todo tipo de combinatorias instrumentales: dúos para distintos instrumentos con piano, tríos, cuartetos, quintetos, etc. Es autor de una ópera (O arame con texto original de Manuel Lourenzo), dos cantatas y una importante producción de lieder con gran variedad de poetas y estilos, que incluyen canciones en castellano, gallego, portugués, italiano y francés. Atiende también la producción de carácter didáctico, con distintos trabajos orientados tanto a la materia de Lenguaje Musical como a obras instrumentales. Entre estas últimas se destacan Álbum de Orquesta (Premio de Composición otorgado por la Universidad Carlos III de Madrid), O xardín de Margarita, O Señor Biscuit, etc.
Recibió encargos de la Consejería de Cultura de la Junta de Galicia (Longa noite de pedra, cantata para barítono, coro y orquesta), Concello de Ferrol (Juegos tímbricos para quinteto de metales), Orquesta Sinfónica de Galicia (Cantiga Finisterrae para múltiples voces de luz, cantata para soprano, barítono, coro y orquesta, con texto de Miguel Anxo Fernán-Vello), Festival Mozart (felizcumpleañosmozart.com), la Real Filharmonía de Galicia (Divertimento), etc.
Ha realizado trabajos de recuperación del patrimonio histórico musical gallego, como orquestaciones de obras de Xoán Montes, José Castro «Chané» o Marcial del Adalid, de quien reconstruyó su ópera Inés e Bianca (en colaboración con la musicóloga Margarita Viso, por encargo del Instituto Gallego de Artes Escénicas y Musicales.
Estrenó en 2008, la primera ópera gallega en los últimos 80 años: O arame, con texto de Manuel Lourenzo. Al año siguiente recibió el Premio de la Crítica Galicia a la trayectoria musical. Ganó el Primer Premio de Composición de la Federación Gallega de Bandas de Música Populares con O soño de Breogán en 2008. En 2010 compuso el motete Peregriño, para coro y orquesta, que fue estrenado en la celebración eucarística presidida por Benedicto XVI en Santiago de Compostela. En 2011 ganó el V Concurso de Composición «Evaristo Fernández Blanco» con su obra sinfónica Cuatro elementos. En 2011 fue finalista del IV Premio Internacional de Música Sacra «Fernando Rielo» con su obra para coro y orquesta Noso Pai. En mayo del 2012 estrenó su "Alborada de Noite e de Luz" de la mano de Víctor Pablo Pérez y la orquesta sinfónica de Galicia con el coro Orfeón donostiarra. También en septiembre de 2016 estrenó con la orquesta sinfónica de Madrid su "Cervantina", una "suite sinfónica sobre temas populares".El 1 de abril de 2024 estrena su habanera "Músicos del Metropolitano" (con texto del poeta Javier Mateo Hidalgo) en el ambigú del teatro de la Zarzuela, dentro del programa "En modo de Habanera", siendo interpretada por Sandra Ferrández (mezzosoprano) e Irene Alfageme (piano).
En 2023 lleva Luces de Bohemia al teatro lírico, con una adaptación de José Luis Méndez Romeu.  
En 2025, se anuncia el proyecto de la ópera de cámara "Hildegart" con música de Juan Durán y libreto de Javier Mateo Hidalgo. Su estreno, en el Teatro Ramos Carrión y dentro del Festival Internacional Little Opera de Zamora, tendrá lugar el 26 de julio de ese mismo año. 

## Selección de composiciones
- Variaciones sobre un tema de Pablo Sorozábal (1993). Para orquesta de cuerda.
- Cantiga Finisterrae para múltiples voces de luz (1999). Para coro, soprano, barítono y orquesta. Texto de Miguel Anxo Fernán Vello. Estreno: Palacio de la Ópera de A Coruña. Laura Alonso (soprano) y Joseba Carril (barítono), Coro de la Orquesta Sinfónica de Galicia (Dir.: Joan Company) y Joven Orquesta Sinfónica de Galicia. Director: Víctor Pablo Pérez. [18]
- Inés e Bianca de Marcial del Adalid (2003). Reconstrucción de la ópera junto a Margarita Viso.
- O arame (2006), ópera de cámara sobre texto de Manuel Lourenzo.
- O soño de Breogán (2008). Para banda sinfónica.
- Cuatro elementos (2009). Para orquesta sinfónica.
- Alborada de noite de luz (2012). Suite sinfónica para coro (opcional) y orquesta.[19]Estrenada en el Palacio de la Ópera de A Coruña por el Orfeón Donostiarra, la Orquesta Sinfónica de Galicia, dirigida por Víctor Pablo Pérez. [20]
- Cervantina (2016). Suite sinfónica sobre temas españoles. Estreno en el Auditorio Nacional de Madrid por la Orquesta de la Comunidad de Madrid, dirigida por Víctor Pablo Pérez.
- O bosque do asubiador (2018). Para Pito pastoril y Banda Sinfónica. Fue estrenado el 18-03-2018 en el Palacio de la Ópera de A Coruña, por la banda municipal de música de A Coruña, dirigida por Andrés Valero Castells. [21]
- Hildegart (2021). Ballet para orquesta[22] Encargo de la Real Filharmonía de Galicia. Fue estrenada el 07-10-2021 en el Auditorio de Galicia por Paul Daniel.
- Crisol (2021). Cantata para coro y orquesta. Textos cristianos, judíos y musulmanes.  Encargo de la SGAE y la AEOS (Asociación Española de Orquestas Sinfónicas). Estreno el 13-V-2021. Coro y Orquesta de la Comunidad de Madrid (ORCAM). Director: Víctor Pablo Pérez. [23]
- Ferrol, 1972 (2022). Homenaje al Día de la clase obrera. Para Quinteto de viento, piano y percusión. Fue estrenada por Hércules Brass en el Auditorio de Ferrol.
- Terra (2023), cantata para barítono, coro y orquesta. Encargo para la celebración del 40.º aniversario del Consello da Cultura Galega, estrenada el 24/11/2023, sobre textos de Ramón Cabanillas. Fue interpretada por la orquesta Sinfónica de Galicia y su Coro, dirigidos por Víctor Pablo Pérez, con el barítono Javier Franco como solista.[24]
- Oca (2023), ópera sobre textos de Gloria Rico. Fue estrenada en la Temporada Lírica de Amigos de la Ópera de A Coruña, en diciembre de 2023, en el Teatro Colón de A Coruña, por la Orquesta y coro Gaos, dirigida por Fernando Briones.[25]
- El Tiramisú (2024), microópera. Encargo del Festival Little Ópera de Zamora. Fue estrenada en el Palacio de la Encarnación de Zamora el 28 de julio de 2024, por Solange Aroca, Pablo Rossi Rodino y Alexandre Alcántara.[26]
- Músicos del metropolitano (2024), habanera sobre el poema homónimo de Javier Mateo Hidalgo. Fue estrenada en el ambigú del Teatro de la Zarzuela de Madrid el 1 de abril de 2024, por Sandra Ferrández e Irene Alfageme.[27]
- Hildegart (2025), ópera de cámara sobre texto de Javier Mateo Hidalgo. Estreno el 26-7-2025 en en Festival Internacional Little Ópera de Zamora, con los intérpretes Sonia de Munck (mezzosoprano), Sandra Ferrández (soprano), Javier Franco (barítono) y César Arrieta (tenor). Orquesta Sinfónica Alma Mahler dirigida por Lucía Marín. Dirección de escena de Alberto Trijueque. Dirección artística de Igone Teso.[28]